# Chicerea (okręg Jassy)
Chicerea – wieś w Rumunii, w okręgu Jassy, w gminie Tomești. W 2011 roku liczyła 1116 mieszkańców.